# DAF Torpedo

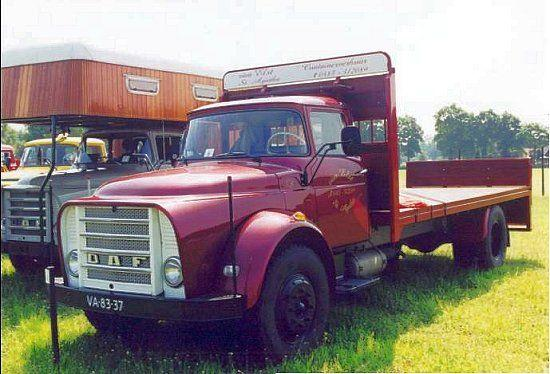
DAF Torpedo

De DAF Torpedo is een Nederlandse vrachtwagen, geïntroduceerd in 1957 door DAF als antwoord op de vraag van conservatievere klanten.
DAF bouwde wel al frontstuurmodellen (vrachtwagens zonder neus) die door hun opbouw meer laadruimte tot hun beschikking hadden, zie DAF zesstreper, maar frontstuurvrachtwagens waren een relatief nieuw concept.
Andere vrachtwagenfabrikanten maakten vaak alleen torpedomodellen (vrachtwagens met neus).
Om nu ook de wat terughoudende klanten voor zich te winnen werd er een torpedomodel gelanceerd. In eerste instantie werd er alleen een versie zonder cabine geleverd, deze werd dan verder opgebouwd door de carrosseriebouwer. Dit werd in die tijd vaker gedaan.
Later werd er een volledige cabine ontwikkeld en aangeboden.
Er waren twee uitvoeringen met verschillende type motoren, benzine en diesel
Later kwam daar nog de A18 bij, van dit type zijn er in Nederland weinig verkocht.